# جاك إنغرام (موسيقي)
جاك إنغرام (بالإنجليزية: Jack Ingram)‏ هو مغن مؤلف وموسيقي أمريكي، ولد في 15 نوفمبر 1970 في هيوستن في الولايات المتحدة.

## وصلات خارجية
- الموقع الرسمي
- جاك إنغرام على موقع ميوزك برينز (الإنجليزية)
- جاك إنغرام على موقع أول ميوزيك (الإنجليزية)
- جاك إنغرام على موقع ديسكوغز (الإنجليزية)